# Rocchette
Rocchette is een plaats (frazione) in de Italiaanse gemeente Castiglione della Pescaia.